# Villa di Podere Anna
La Villa di Podere Anna è un rudere archeologico sito in una collinetta a ridosso di via Diego Fabbri tra gli incroci di questa via con via Andrea Checchi e via Tino Buazzelli, a poca distanza con la chiesa di San Liborio.

## Storia
La villa è stata costruita nel I secolo a.C.. e usata fino al V secolo d.C..
È stata scoperta negli anni 90 del secolo scorso

## Descrizione
La villa consta di terme con vasche per l'acqua calda e vasche per l'acqua fredda, con relativi tubuli per il passaggio di acqua calda nel pavimento e verso i muri perimetrali. Sia le vasche, che i corridoi, erano pavimentati con marmo e mosaici.